# 凤岗河 (绥江)
凤岗河，流经中华人民共和国广东省连南瑶族自治县和怀集县，是绥江左岸支流，上游也称白水河，发源于连南县南部太阳山的分水坳，向南流经板洞水库、怀集县洽水镇、凤岗镇和甘洒镇，于坳仔镇的象角村汇入绥江。河长102千米，河道平均比降3.59‰，流域面积1222平方千米。凤岗河上游河道为岩石，落差大，富水力资源。